# Altona Testsuite
Altona Test Suite ist ein Satz aus acht Testdateien DIN A3 (Measure, Visual, roman16-1/2/3/4, Technical 1, Technical 2) im Portable Document Format, mit denen getestet wird, ob ein Digital-Proof-System oder ein CtP-System (RIP) die Norm PDF/X-4 bzw. PDF/X-3 korrekt umsetzen kann. Die Altona Test Suite dient somit zur Überprüfung der PDF/X-Konformität und auch der visuellen und messtechnischen Prüfung der Farbwiedergabe aller Software- und Hardwarekomponenten in einem PDF-Workflow von der Medienvorstufe bis zum Druck.
Eine erste Version der Altona Test Suite wurde bereits im Jahr 2003/2004 veröffentlicht. Seither hat sich Altona Test Suite weltweit als Standard-Prüfmittel für die Prozesskontrolle in Medienvorstufe und Druck etabliert. Die zweite Version Altona Test Suite 2.0 ist im Jahr 2012–2014 erschienen; dazu ga es 2016 ein Update mit Referenzdrucken unter Berücksichtigung optischer Aufheller. Es gibt von der Altona Test Suite eine kostenfreie Online-Version (www.eci.org) sowie ein kostenpflichtiges, umfassenderes Anwendungspaket (www.altonatestsuite.com) mit 87 Referenzdateien, 52 Referenzdrucken DIN A3 gemäß Standard-Druckbedingungen nach ISO 12647 und einer umfassenden Dokumentation in deutscher und englischer Sprache (176 Seiten DIN A4). Herausgeber der Altona Test Suite Anwendungspakete ist der Bundesverband Druck und Medien.
Die Altona Test Suite wurde gemeinsam vom Bundesverband Druck und Medien und der European Color Initiative entwickelt. Weitere Projektpartner sind Fogra und Ugra. Druckereien, Unternehmen der Medienvorstufe sowie Hersteller von Materialien und Systemen (Papier, Druckmaschinen, Software) haben zu der Erarbeitung des Anwendungspaketes mit zahlreichen kostenfreien Leistungen beigetragen.